# France Victimes
 (octobre 2019).
France Victimes (anciennement INAVEM) est une association loi de 1901. Créée en 1986, fédère un réseau de 132 associations d’aide aux victimes d’infractions pénales, qui ont pour missions l’écoute, l’information juridique, le soutien psychologique et l’accompagnement des victimes d’infractions pénales en France.
Ces associations interviennent à titre gratuit, dans un cadre confidentiel et officiel sur mandat du ministère de la Justice pour apporter aide et soutien aux victimes d’infractions, sur le fondement de l’article 41 du code de procédure pénale. Elles peuvent également intervenir sur saisine directe des personnes victimes, dans le cadre d’une procédure ou en dehors de celle-ci. 

## Histoire

### Naissance de fédération nationale d'aide aux victimes
On commence à parler d’aide aux victimes en 1981 sous la présidence de François Mitterrand, lorsque Robert Badinter devient ministre de la Justice. Il s’efforce de susciter et d’encourager les actions en faveur des victimes. Il confie à Paul Milliez la présidence d’une commission sur le suivi de la victime. Ce professeur de médecine français rédige un rapport en 1982 qui propose notamment de soutenir la création d’un réseau associatif d’aide aux victimes. 
Ainsi, au mois de juin 1986, à Marseille, à l’occasion du premier regroupement en colloque national d’une soixantaine d’associations d’aide aux victimes émerge l’idée de créer une association nationale, l’Institut national d’aide aux victimes et de médiation (INAVEM), dont la vocation serait d’assurer l’animation et la coordination du réseau national des associations d’aide aux victimes. 
L’INAVEM se constitue en fédération en juin 2004 et change de nom en 2017 pour devenir France Victimes. 
La Fédération est présidée depuis 2017 par Maryse Le Men-Régnier.

### Principales étapes de l'évolution du droit des victimes
Le droit à l’indemnisation des victimes prend un nouveau tournant à partir de la loi Peyreffite du 3 janvier 1977 garantissant l’indemnisation de certaines victimes de dommages corporels résultant d’une infraction qui créé les commissions d’indemnisation des victimes d’infraction. Elle fait suite à une résolution du Conseil de l’Europe qui considère que lorsqu’une victime ne peut être indemnisée par l’auteur de l’acte, l’État doit pourvoir à son indemnisation. 
En 1982, le rapport Milliez, commandé par Robert Badinter, Garde des Sceaux, propose notamment le soutien à la création d’un réseau associatif d’aide aux victimes. 
En 1985, la loi Badinter facilite l’indemnisation des victimes d’accidents de circulation. 
L’INAVEM - qui deviendra plus tard France Victimes - est créée en 1986. 
Une loi du 6 juillet 1990 crée le fonds de garantie des victimes des actes de terrorisme et d’autres infraction (FGTI). 
Puis le rapport Lienemann intervient en 1999 et préconise notamment l’amélioration de l’accueil des victimes par les services publics, du traitement des plaintes et de l’information et le renforcement des droits de la victime dans la procédure afin de lui donner un véritable statut dans le procès. Il donnera lieu à la loi du 15 juin 2000 renforçant la protection de la présomption d’innocence et des droits des victimes. 
Un décret du 13 novembre 2007 crée le juge délégué aux victimes (JUDEVI) et une loi du 1er juillet 2008, le service d’aide au recouvrement des victimes d’infractions (SARVI). 
La loi du 3 juin 2016 renforçant la lutte contre le crime organisé institue une sur-amende appliquée aux personnes condamnées à des amendes afin de financer les associations d’aide aux victimes. 
Le 3 septembre 2019, s’est ouvert à Matignon un Grenelle des violences conjugales.

### Violences sexuelles dans l’Eglise catholique
La Commission indépendante sur les abus sexuels dans l'Église a  demandé à France Victimes de recueillir, de juin 2019 à octobre 2020, le témoignage des victimes d'agressions sexuelles au sein de l'Église catholique en France. Ainsi, l'association reçoit «  6 500 témoignages [victimes ou proches] par téléphone et par mail  ». Puis, à partir de novembre 2021, la Conférence des évêques de France et la Conférence des religieux et religieuses de France demandent à France Victimes d'ouvrir un numéro d’écoute et d’accompagnement des victimes d'agressions sexuelles.

## Fonctionnement de la fédération France Victimes
Le regroupement des associations en faveur d’une institution unique a eu pour effet l’organisation coordonnée de la prise en charge des victimes et des actions sur l’ensemble du territoire. Ainsi la Fédération : 
- assure la formation pluridisciplinaire des intervenants des associations d'aide aux victimes ainsi que de toute organisation ou service en relation avec des victimes
- anime et favorise la communication et la coordination entre les associations d'aide aux victimes
- représente les associations d'aide aux victimes au niveau national, européen et international
- propose toute modification législative ou règlementaire visant à améliorer les droits des victimes et l'aide qui peut leur être apportée
- informe l'opinion, les pouvoirs publics et toute organisation concernée de l'objet et des actions de la Fédération, et établit des relations partenariales avec tous les secteurs professionnels impliqués
- promeut les travaux, les réflexions et les échanges internationaux dans les domaines d'action de la Fédération
- veille au respect et à la mise en œuvre des accords, conventions et autres instruments nationaux, européens et internationaux relatifs aux droits des victimes[17]

La Fédération s'adresse aux victimes, à leurs proches et aux témoins directs notamment pour :
- les atteintes à la personne (homicides, agressions physiques et sexuelles, violences intrafamiliales, injures, harcèlement, etc)
- les atteintes aux biens (escroquerie, cambriolages, abus de confiance, cybermalveillance, etc)
- les événements collectifs (accidents, attentats, catastrophes naturelles, etc.)
- les accidents de la circulation

La Fédération anime une plateforme téléphonique d’aide aux victimes qui redirige les appelants vers les structures associatives adéquates. Ouverte en 2001, la ligne téléphonique dispose d’un numéro national, le « 08 victimes », qui devient le 116 006 le mardi 4 décembre 2018, permettant une meilleure écoute puis orientation des victimes. La fédération travaille en complémentarité avec d’autres associations lorsque la prise en charge doit être spécifique.
France Victime est également membre de Victim Support Europe, organisation européenne des structures d’aide aux victimes, ce qui facilite la mise en place de liens pour la prise en charge des victimes étrangères.

## Présidents de France Victimes depuis 1986
1986-1990 : Claude Lienhard, avocat
1990-1993 : Anne d’Hauteville, professeure des universités
1993-1999 : Luc Barret, médecin légiste
1999-2005 : Jacques Calmettes, magistrat
2005-2012 : Hubert Bonin, magistrat
2012-2017 : Michèle de Kerckhove, avocate
2017-aujourd'hui : Maryse Le Men-Régnier, magistrate